# Ken McRae
Kenneth Duncan "Ken" McRae, född 23 april 1968, är en kanadensisk före detta ishockeytränare och professionell ishockeyspelare. Han tillbringade sju säsonger i den nordamerikanska ishockeyligan National Hockey League (NHL), där han spelade för Quebec Nordiques och Toronto Maple Leafs. Han producerade 35 poäng (14 mål och 21 assists) samt drog på sig 364 utvisningsminuter på 137 grundspelsmatcher. McRae spelade också för Fredericton Express, Halifax Citadels, St. John's Maple Leafs och Providence Bruins i American Hockey League (AHL); Detroit Vipers, Phoenix Roadrunners och Houston Aeros i International Hockey League (IHL) samt Sudbury Wolves och Hamilton Steelhawks i Ontario Hockey League (OHL).
Han draftades av Quebec Nordiques i första rundan i 1986 års draft som 18:e spelare totalt.
Efter den aktiva spelarkarriären har han varit tränare för Indianapolis Ice, Corpus Christi Rayz och Peterborough Petes.

## Statistik
| 1984–1985  | Hawkesbury Hawks       | CJHL       | 51  | 38  | 50  | 88  | 77  | —  | —  | —  | —  | —  |
| 1985–1986  | Sudbury Wolves         | OHL        | 66  | 25  | 40  | 65  | 127 | 4  | 2  | 1  | 3  | 12 |
| 1986–1987  | Sudbury Wolves         | OHL        | 21  | 12  | 15  | 27  | 40  | —  | —  | —  | —  | —  |
|            | Hamilton Steelhawks    | OHL        | 20  | 7   | 12  | 19  | 25  | 7  | 1  | 1  | 2  | 12 |
| 1987–1988  | Quebec Nordiques       | NHL        | 1   | 0   | 0   | 0   | 0   | —  | —  | —  | —  | —  |
|            | Hamilton Steelhawks    | OHL        | 62  | 30  | 55  | 85  | 158 | 14 | 13 | 9  | 22 | 35 |
|            | Federicton Express     | AHL        | —   | —   | —   | —   | —   | 3  | 0  | 0  | 0  | 8  |
| 1988–1989  | Quebec Nordiques       | NHL        | 37  | 6   | 11  | 17  | 68  | —  | —  | —  | —  | —  |
|            | Halifax Citadels       | AHL        | 41  | 20  | 21  | 41  | 87  | —  | —  | —  | —  | —  |
| 1989–1990  | Quebec Nordiques       | NHL        | 66  | 7   | 8   | 15  | 191 | —  | —  | —  | —  | —  |
| 1990–1991  | Quebec Nordiques       | NHL        | 12  | 0   | 0   | 0   | 36  | —  | —  | —  | —  | —  |
|            | Halifax Citadels       | AHL        | 60  | 10  | 36  | 46  | 193 | —  | —  | —  | —  | —  |
| 1991–1992  | Quebec Nordiques       | NHL        | 10  | 0   | 1   | 1   | 31  | —  | —  | —  | —  | —  |
|            | Halifax Citadels       | AHL        | 52  | 30  | 41  | 71  | 184 | —  | —  | —  | —  | —  |
| 1992–1993  | Toronto Maple Leafs    | NHL        | 2   | 0   | 0   | 0   | 2   | —  | —  | —  | —  | —  |
|            | St. John's Maple Leafs | AHL        | 64  | 30  | 44  | 74  | 135 | 9  | 6  | 6  | 12 | 27 |
| 1993–1994  | Toronto Maple Leafs    | NHL        | 9   | 1   | 1   | 2   | 36  | 6  | 0  | 0  | 0  | 4  |
|            | St. John's Maple Leafs | AHL        | 65  | 23  | 41  | 64  | 200 | —  | —  | —  | —  | —  |
| 1994–1995  | Detroit Vipers         | IHL        | 24  | 4   | 9   | 13  | 38  | —  | —  | —  | —  | —  |
|            | Phoenix Roadrunners    | IHL        | 2   | 2   | 0   | 2   | 0   | 9  | 3  | 8  | 11 | 21 |
| 1995–1996  | Phoenix Roadrunners    | IHL        | 45  | 11  | 14  | 25  | 102 | 4  | 1  | 1  | 2  | 24 |
| 1996–1997  | Phoenix Roadrunners    | IHL        | 72  | 25  | 28  | 53  | 190 | —  | —  | —  | —  | —  |
|            | Providence Bruins      | AHL        | 9   | 5   | 5   | 10  | 26  | 10 | 1  | 3  | 4  | 17 |
| 1997–1998  | Houston Aeros          | IHL        | 78  | 22  | 32  | 54  | 192 | 1  | 0  | 0  | 0  | 0  |
| NHL totalt | NHL totalt             | NHL totalt | 137 | 14  | 21  | 35  | 364 | 6  | 0  | 0  | 0  | 4  |
| AHL totalt | AHL totalt             | AHL totalt | 291 | 118 | 188 | 306 | 825 | 22 | 7  | 9  | 16 | 52 |
| IHL totalt | IHL totalt             | IHL totalt | 221 | 64  | 83  | 147 | 522 | 14 | 4  | 9  | 13 | 45 |
| OHL totalt | OHL totalt             | OHL totalt | 169 | 74  | 122 | 196 | 350 | 25 | 16 | 11 | 27 | 59 |